# Selima Sfar
Selima Sfar (Sidi Bou Said, 8 juli 1977) is een voormalig professioneel tennisspeelster uit Tunesië. Op achtjarige leeftijd begon Sfar met het spelen van tennis. Op dertienjarige leeftijd vertrok zij uit Tunis om met Nathalie Tauziat in Biarritz te trainen en te wonen.

## Loopbaan
In 1993 speelde Sfar haar eerste ITF-toernooi, in het dubbelspel op het toernooi van Reims. In 1994 won zij haar eerste ITF-enkelspeltoernooi, en twee dubbelspeltoernooien.
In de periode 1992–2006 maakte Sfar deel uit van het Tunesische Fed Cup-team – zij behaalde daar een winst/verlies-balans van 41–24.
In het enkelspel bereikte zij de 75e plaats op de WTA-ranglijst (in 2001). Zij won 11 ITF-toernooien.
In het dubbelspel bereikte zij de 47e plaats op de WTA-ranglijst (in 2008). Zij won 21 ITF-toernooien. Haar beste resultaat op een grandslamtoernooi is het bereiken van de kwartfinale op Wimbledon in 2008, samen met Russin Jekaterina Makarova.

## Posities op deWTA-ranglijst
Positie per einde seizoen:
| jaar | rang enkelspel | rang dubbelspel |
| ---- | -------------- | --------------- |
| 1994 | 408            | 344             |
| 1995 | 361            | 557             |
| 1996 | 502            | 723             |
| 1997 | 410            | 393             |
| 1998 | 257            | 197             |
| 1999 | 308            | 214             |
| 2000 | 182            | 214             |
| 2001 | 82             | 275             |
| 2002 | 138            | 195             |
| 2003 | 163            | 215             |
| 2004 | 117            | 159             |
| 2005 | 170            | 59              |
| 2006 | 192            | 100             |
| 2007 | 166            | 86              |
| 2008 | 190            | 69              |
| 2009 | 286            | 168             |
| 2010 | 444            | 120             |
| 2011 | –              | 167             |

## Resultaten grandslamtoernooien
| Legenda | Legenda                          |
| ------- | -------------------------------- |
| g.t.    | geen toernooi gehouden           |
| l.c.    | lagere categorie                 |
| –       | niet deelgenomen                 |
| G       | uitgeschakeld in de groepsfase   |
| 1R      | uitgeschakeld in de eerste ronde |
| 2R      | uitgeschakeld in de tweede ronde |
| 3R      | uitgeschakeld in de derde ronde  |
| 4R      | uitgeschakeld in de vierde ronde |
| KF      | uitgeschakeld in de kwartfinale  |
| HF      | uitgeschakeld in de halve finale |
| F       | de finale verloren               |
| W       | het toernooi gewonnen            |
| w-v     | winst/verlies-balans             |

### Enkelspel
| Australian Open | –  | –  | 1R | –  | 1R | –  |
| Roland Garros   | –  | 2R | 1R | –  | –  | 2R |
| Wimbledon       | –  | 2R | 2R | 1R | 2R | –  |
| US Open         | 1R | 2R | –  | –  | –  | –  |

### Vrouwendubbelspel
| Australian Open | –  | –  | 1R | 2R | –  | 2R | 1R | –  |
| Roland Garros   | –  | –  | 2R | 1R | 2R | 1R | 1R | 1R |
| Wimbledon       | 1R | 1R | 2R | 1R | 2R | KF | –  | –  |
| US Open         | –  | –  | 2R | 2R | 2R | 1R | –  | –  |

## Palmares

### Gewonnen ITF-toernooien enkelspel
| nr. | finale     | toernooi    | dotatie | ondergrond    | tegenstandster in finale | score         |
| --- | ---------- | ----------- | ------- | ------------- | ------------------------ | ------------- |
| 01. | 1994-08-14 | Carthago    | $10.000 | gravel        | Anne-Gaëlle Sidot        | 5-7, 6-3, 6-4 |
| 02. | 1995-03-26 | Moulins     | $10.000 | hardcourt (i) | Linda Sentis             | 3-6, 6-3, 6-2 |
| 03. | 1995-11-26 | Le Havre    | $10.000 | gravel (i)    | Émilie Loit              | 0-6, 6-3, 6-4 |
| 04. | 1996-02-04 | Dinan       | $10.000 | gravel (i)    | Virginie Massart         | 6-4, 7-6      |
| 05. | 1996-08-11 | Carthago    | $10.000 | gravel        | Mariëlle Bruens          | 7-5, 6-4      |
| 06. | 1997-12-14 | Ismaïlia    | $10.000 | gravel        | Tzipora Obziler          | 5-7, 7-5, 6-4 |
| 07. | 2000-04-30 | Bournemouth | $10.000 | gravel        | Dragana Zarić            | 7-5, 6-2      |
| 08. | 2002-09-22 | Glasgow     | $25.000 | hardcourt (i) | Anne Keothavong          | 7-6, 2-6, 7-6 |
| 09. | 2002-11-03 | Nottingham  | $25.000 | hardcourt (i) | Lilia Osterloh           | 6-2, 6-2      |
| 10. | 2006-05-14 | Jounieh     | $75.000 | gravel        | Anastasija Jakimava      | 6-4, 7-5      |
| 11. | 2007-05-13 | Jounieh     | $75.000 | gravel        | Marija Koryttseva        | 6-2, 4-6, 7-6 |

### Gewonnen ITF-toernooien dubbelspel
| nr. | finale     | toernooi             | dotatie | ondergrond    | partner               | tegenstandsters in finale               | score            |
| --- | ---------- | -------------------- | ------- | ------------- | --------------------- | --------------------------------------- | ---------------- |
| 01. | 1994-07-31 | A Coruña             | $10.000 | gravel        | Olivia de Camaret     | Sandra de Rafael Paula Hermida          | 4-6, 6-2, 6-3    |
| 02. | 1994-08-07 | Casablanca           | $10.000 | gravel        | Olivia de Camaret     | Cora Hofmann Alexandra Seitarth         | 4-6, 6-1, 6-0    |
| 03. | 1997-04-27 | Guimarães            | $10.000 | hardcourt     | Élodie Le Bescond     | Kildine Chevalier Jindra Gabrisová      | 6-4, 6-2         |
| 04. | 1997-12-14 | Ismaïlia             | $10.000 | gravel        | Bérangère Karpenschif | Bianca Kamper Nicole Remis              | 6-3, 7-6         |
| 05. | 1998-06-28 | Sezze                | $10.000 | gravel        | Vanina Casanova       | Alice Canepa Alessia Lombardi           | 6-3, 6-1         |
| 06. | 1998-07-26 | Valladolid           | $25.000 | hardcourt     | Gisela Riera          | Rosa María Andrés Rodríguez Eva Bes     | 7-6, 7-6         |
| 07. | 1999-05-16 | Edinburgh            | $50.000 | gravel        | Joanne Ward           | Surina de Beer Lorna Woodroffe          | 6-4, 6-2         |
| 08. | 1999-08-08 | Périgueux            | $10.000 | gravel        | Joanne Ward           | Hanna-Katri Aalto Rika Fujiwara         | 6-4, 6-3         |
| 09. | 2000-04-30 | Bournemouth          | $10.000 | gravel        | Lorna Woodroffe       | Hannah Collin Zsófia Gubacsi            | 6-1, 6-0         |
| 10. | 2000-05-07 | Hatfield             | $10.000 | gravel        | Joanne Ward           | Zsófia Gubacsi Jasmin Wöhr              | 7-6, 6-2         |
| 11. | 2003-04-20 | Biarritz             | $25.000 | gravel        | Lucie Ahl             | Joelija Bejhelzymer Hanna Zaporozjanova | 6-1, 6-1         |
| 12. | 2004-09-19 | Bordeaux             | $75.000 | gravel        | Stéphanie Cohen-Aloro | Erica Krauth Jasmin Wöhr                | 3-6, 6-3, 6-3    |
| 13. | 2004-10-24 | Saint-Raphaël        | $50.000 | hardcourt (i) | Stéphanie Cohen-Aloro | Barbora Strýcová Galina Voskobojeva     | 7-6, 2-6, 6-4    |
| 14. | 2004-11-07 | Sint-Katelijne-Waver | $25.000 | hardcourt (i) | Virginie Pichet       | Eva Fislová Stanislava Hrozenská        | 6-1, 7-6         |
| 15. | 2004-11-28 | Poitiers             | $75.000 | hardcourt (i) | Stéphanie Cohen-Aloro | Gabriela Chmelinová Michaela Paštiková  | 7-5, 6-4         |
| 16. | 2005-04-17 | Biarritz             | $25.000 | gravel        | Stéphanie Cohen-Aloro | Timea Bacsinszky Aurélie Védy           | 6-2, 6-1         |
| 17. | 2005-11-20 | Deauville            | $50.000 | gravel (i)    | Stéphanie Cohen-Aloro | Aljona Bondarenko Kateryna Bondarenko   | 6-3, 6-1         |
| 18. | 2009-07-26 | Pétange              | $75.000 | gravel        | Stéphanie Cohen-Aloro | Darija Jurak Kathrin Wörle              | 6-2, 3-6, [10-7] |
| 19. | 2009-10-18 | Joué-lès-Tours       | $50.000 | hardcourt     | Youlia Fedossova      | Stéphanie Cohen-Aloro Aurélie Védy      | 4-6, 6-0, [10-8] |
| 20. | 2010-02-28 | Biberach an der Riß  | $50.000 | hardcourt (i) | Stéphanie Cohen-Aloro | Mona Barthel Carmen Klaschka            | 5-7, 6-1, [10-5] |
| 21. | 2011-01-30 | Grenoble             | $25.000 | hardcourt (i) | Stéphanie Cohen-Aloro | Iryna Brémond Aurélie Védy              | 6-1, 6-3         |